# NGC 4218
NGC 4218 é uma galáxia espiral (Sa) localizada na direcção da constelação de Canes Venatici. Possui uma declinação de +48° 07' 54" e uma ascensão recta de 12 horas, 15 minutos e 46,0 segundos.
A galáxia NGC 4218 foi descoberta em 9 de Março de 1788 por William Herschel.